# فرودگاه توقات
فرودگاه توقات  (به انگلیسی: Tokat Airport) (به زبان بومی: Tokat Havalimanı) یک فرودگاه همگانی با کد یاتا TJK است که یک باند فرود آسفالت دارد و طول باند آن ۱۹۲۵ متر است. این فرودگاه در شهر توقات کشور ترکیه قرار دارد و در ارتفاع ۵۵۸ متری از سطح دریا واقع شده است.

## شرکت‌های هواپیمایی و مقصدهای پروازی
As of April 2017, there are no longer scheduled services to and from Tokat as the sole operator, بوراجت, which offered flights to Istanbul, suspended its operations.